# Шелбі (Міссісіпі)
Шелбі (англ. Shelby) — місто (англ. city) в США, в окрузі Болівар штату Міссісіпі. Населення — 2021 особа (2020).

## Географія
Шелбі розташоване за координатами 33°57′2″ пн. ш. 90°45′54″ зх. д. / 33.95056° пн. ш. 90.76500° зх. д. (33.950528, -90.765091).  За даними Бюро перепису населення США в 2010 році місто мало площу 7,10 км², з яких 7,07 км² — суходіл та 0,03 км² — водойми.

## Демографія
Згідно з переписом 2010 року, у місті мешкало 2229 осіб у 813 домогосподарствах у складі 576 родин. Густота населення становила 314 особи/км².  Було 887 помешкань (125/км²).
Расовий склад населення:
| - 94,8 % — чорних або афроамериканців - 4,7 % — білих |

До двох чи більше рас належало 0,2 %. Частка іспаномовних становила 0,8 % від усіх жителів.
За віковим діапазоном населення розподілялося таким чином: 32,6 % — особи молодші 18 років, 58,1 % — особи у віці 18—64 років, 9,3 % — особи у віці 65 років та старші. Медіана віку мешканця становила 30,7 року. На 100 осіб жіночої статі у місті припадало 76,6 чоловіків;  на 100 жінок у віці від 18 років та старших — 64,3 чоловіків також старших 18 років.
Середній дохід на одне домашнє господарство  становив 27 540 доларів США (медіана — 21 348), а середній дохід на одну сім'ю — 28 575 доларів (медіана — 20 735). За межею бідності перебувало 52,1 % осіб, у тому числі 70,7 % дітей у віці до 18 років та 18,2 % осіб у віці 65 років та старших.
Цивільне працевлаштоване населення становило 571 осіб. Основні галузі зайнятості: освіта, охорона здоров'я та соціальна допомога — 22,8 %, публічна адміністрація — 18,0 %, мистецтво, розваги та відпочинок — 17,3 %.